# Rafael Arias-Salgado
Rafael Arias-Salgado Montalvo (ur. 26 stycznia 1942 w Madrycie) – hiszpański polityk, prawnik i przedsiębiorca, parlamentarzysta, minister w rządach Adolfa Suáreza, Leopolda Calvo-Sotelo i José Maríi Aznara.

## Życiorys
Syn frankistowskiego ministra Gabriela Arias-Salgado. Kształcił się w madryckim Colegio Nuestra Señora del Pilar, następnie studiował prawo na Uniwersytecie Complutense w Madrycie. Pracował w administracji państwowej, najpierw w akademii dyplomatycznej Escuela Diplomática, później jako wicedyrektor gabinetu ministra edukacji i nauki. W 1964 zaangażował się w działalność chadeckiej organizacji, którą utworzył Gregorio Peces-Barba. W okresie przemian politycznych z drugiej połowy lat 70. dołączył do Unii Demokratycznego Centrum. W latach 1977–1982 był członkiem Kongresu Deputowanych. W 1978 objął stanowisko sekretarza generalnego swojej partii, które zajmował do 1981. W kolejnych gabinetach pełnił funkcje ministra delegowanego do spraw kontaktów z parlamentem (1979–1980), wiceministra do spraw prezydencji (1980), ministra do spraw prezydencji (1980–1981) i ministra do spraw administracji terytorialnej (1981–1982).
W 1983 przeszedł do sektora prywatnego, został prezesem przedsiębiorstwa Prosegur. W 1987 wstąpił do Centrum Demokratycznego i Społecznego, został doradcą Adolfa Suáreza. W latach 90. ponownie zasiadał w niższej izbie Kortezów Generalnych (IV, V, VI i VII kadencji). W 1993 dołączył do Partii Ludowej. Od 1996 do 2000 sprawował urząd ministra robót publicznych w rządzie José Maríi Aznara. W 2000 odszedł z Kongresu Deputowanych w związku z powołaniem na prezesa grupy Carrefour w Hiszpanii; koncernem tym kierował nieprzerwanie do 2016.